# یوکی ایریه
یوکی ایریه (به ژاپنی: 入江ゆき؛ زادهٔ ۱۷ سپتامبر ۱۹۹۲) کشتی گیر زن کشور ژاپن است.
از افتخارات وی می‌توان به کسب مدال نقره بازی‌های آسیایی ۲۰۱۸ اشاره کرد.